# Gilgames-eposz

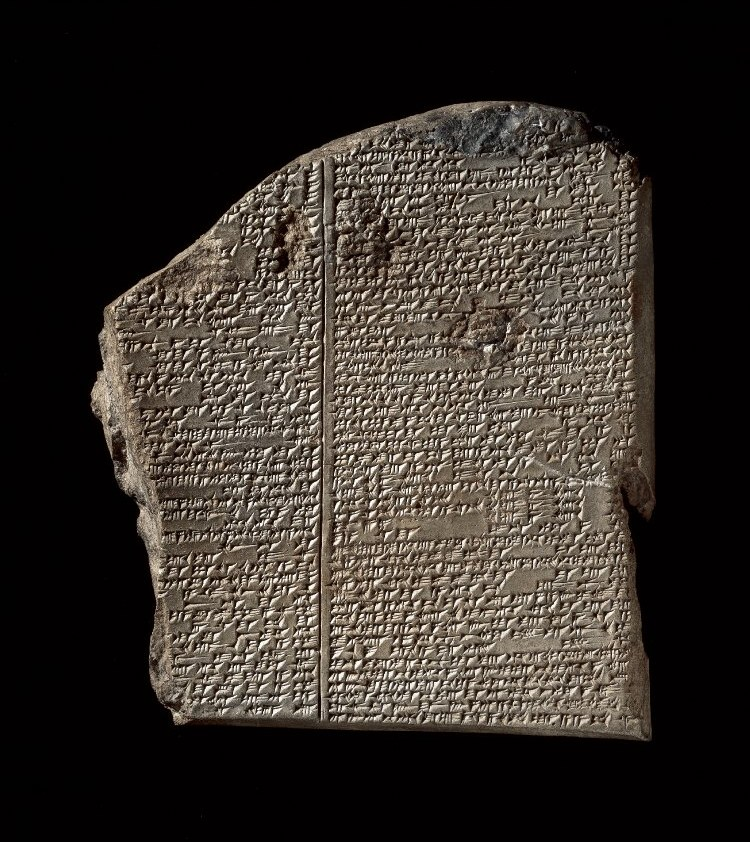
Az özönvízről szóló tábla akkád ékírással

A Gilgames-eposz (sumer kezdete, amit címként szokás alkalmazni: Sa naqba imuru, ’Aki a mélységet látta…’) az uruki epikus ciklus legismertebb darabja, az ókori Kelet egyik legismertebb, legnagyobb hatású mitológiai eposza. Az ókori keleti költészet legfontosabb eposza. Mivel több változatban fennmaradt, a legteljesebb kora ókori irodalmi mű a Piramisszövegek mellett. A töredékek kiegészítik, helyenként átfedik egymást, és kétség sincs az összetartozásukról. Az akkád nyelvű eposzváltozatok a sumer Gilgames királyról szóló történet, és az azzal kapcsolatba hozható más sumer irodalmi remekek összedolgozásával keletkeztek, közben egyéb elemekkel is bővültek, és az uruki király egyre inkább félisteni, sőt isteni hérosszá vált. Utóbb a sumer eredetű, a Gilgames-eposzba bekapcsolt történeteket Gilgames-ciklusként nevezték. Ennek darabjai a Gilgames és Agga, Gilgames és Humbaba, Gilgames és az égi bika, Gilgames, Enkidu és az alvilág, Gilgames halála. Az akkád nyelvű Gilgames-eposz óbabiloni korú. A ciklus összeválogatását, a fordítást és szövegezést valószínűleg egyetlen költő végezte el az első ismert változatban. Az eposznak ma öt változata ismeretes, az első kettő után korban következik a hettita Gilgames-eposz, amely részben hettita nyelvre, részben hurri nyelvre fordított változat, erőteljesen mitizált elemekkel. Szintén egy írnok, Ipizzi művének tűnik. Ezután az újasszír korú akkád nyelvű változat, amelyben Gilgames már egyértelműen az istenekhez hasonló hérosz, hiszen „kétharmad rész belőle isten, egyharmad rész belőle ember, senki más emberfia nincsen kívül-belül hozzá hasonló”. Ezután az újbabiloni következik, amely az arámi helyett az irodalmi akkád nyelven íródott. Az i. e. 1. évezred derekára a Gilgames-eposz sok tekintetben a mezopotámiai mitológia alapvető művévé vált.

## Az eposz keletkezésének története
Az i. e. 22. század második felétől vannak biztos adataink arra nézve, hogy az uruki eposzok egyik-másik darabja már teljes egészében elkészült. Széles körben ismerték. Gudea, Lagas állam és Girszu városának uralkodója templomépítési himnuszában úgy említi Gilgamest és Ninszun istennőt – az epikus hagyományban Gilgames anyját –, hogy az uralkodót eszményítő, később tipikussá váló Gilgames-kép ismerhető fel. Utu-hégál győzelmi felirata hasonló szellemű. A III. uri dinasztia írott emlékeiben Gilgames alakjának említése rendkívül gyakorivá válik. Sulgi egy i. e. 2050 táján keletkezett himnuszában Gilgameshez fordul, és magasztaló szavakkal mondja el Kis város Urukra támadó seregének legyőzését. E himnusz adott részei gyakorlatilag a „Gilgames és Agga” történettel azonosak. Ezek a Gilgames-történetek azonban még nem álltak össze egységes eposszá, az egyetlen, ami összeköti őket, az Gilgames személye.
A teljes eposzt csak az összes, különböző korú töredék sorba állítása után olvashatjuk el. Azt nem tudjuk azonban, hogy a különböző korokban – amely az eposz történetében két évezred – adott pillanatban pontosan mely történetek képezték részét, vannak olyanok, amelyek sosem kerültek bele (például a Gilgames és a fűzfa). A cselekmény kezdete egy újasszír táblán olvasható. A második és harmadik tábla óbabiloni, de a vége csak újasszír változatból ismert. A negyedik és az ötödiknek az első fele és harmadik szakasza újasszír, második és negyedik töredéke a hettita változatból való, végül az óbabiloni változattal fejeződik be. A hatodik tábla legteljesebb forrása az újasszír, a hetedik eleje a hettita, vége az újasszír változat. A nyolcadik, kilencedik, tizedik, tizenegyedik és tizenkettedik újasszír, bár az utolsó egy nagyon korai sumer irat beillesztése.
Az eposz végeredményben hat különböző sumer irodalmi mű alapján készült, jelentősen bővítve és átdolgozva azokat. Érdekes módon a Ziuszudra-eposz (a sumer vízözön-történet) nincs a források között, az Ut-napistimről szóló részek az Atrahaszísz-eposzból kerültek át ide. Voltak, akik vitatták, hogy a babiloniak összegezték volna a Gilgames-ciklus darabjait, szerintük már a sumer korban is egyetlen Gilgames-eposz volt. Abban azonban mindig is egyetértés volt, hogy ha létezett is ilyen, az óbabiloni változat nem egyenes fordítása, hanem átdolgozása annak. Ma már bizonyosnak tűnik, hogy a Gilgames-ciklus a sumer irodalomban nem állt össze egységes történetté. A végső változathoz a babiloniak és az asszírok sok olyan mitikus szöveget is felhasználtak, amelyeknek eredetileg semmi közük nem volt a Gilgames-ciklushoz.

## Óbabiloni változat

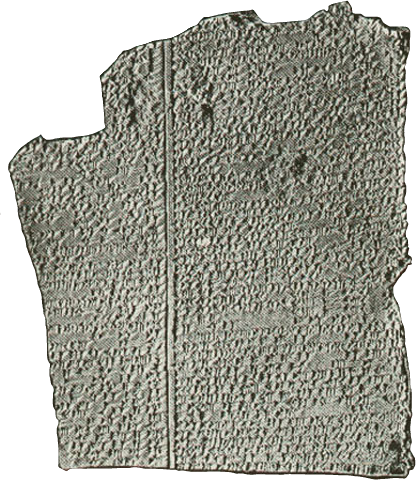
A Gilgames-eposzt tartalmazó tábla

E változat akkád nyelvű, hat önálló munka nyolc töredékéből áll. Az óbabiloni korú történet kezdő része ismeretlen, így a cselekmény megindítása kérdéses. A 2–3. táblán Gilgames Giš néven szerepel. Ez egy beszélő név, hiszen a diš egyaránt jelent írásban egy számjegyet, valamint fát (egy darab élő fa), így utalás Gilgames egyik céljára is. Nagy szerepet kap Enkidu, már-már ő a főszereplő. Enkidu egy jóslatban tűnik fel, majd díszes ruhákba öltözve egy Istár papnő kíséretében Urukba indul.
Ugyanakkor Ninszun egy álomból megjósolja, hogy „hasonmásod a mezőn született, hegyen nevelkedett, örül a szíved majd, ha látod”. Megjósolja a párviadalt is: „aki előbb még ellenség gyanánt állott eléd, szívbéli barátságban veled majd egyenlővé válik”. E két álomfejtés röviden el is mondja a következő eseményeket: Enkidu Urukban megküzd Gilgamessel, majd barátja lesz, mivel nem képesek egymást legyőzni.
Az eposz szerint Gilgames önző és kegyetlen kényúrként viselkedik városában, Enkidu ezért megy Urukba. Az urukiak Gishez hasonlítják és a zsarnokság alóli megszabadítóként fogadják, mivel úgy látják, képes legyőzni őt. A kibontakozó párviadalban egyikük sem győzheti le a másikat, ezért „megölelték, megcsókolták egymást és örök barátságot fogadtak”.
A harmadik tábla már Gis Humbaba (vagy Huvava) elleni hadjáratáról szól. A szörny azt a cédruserdőt őrzi, amelynek fáit Gis kivágná. Enkidu ugyan vonakodik, de Samas megígéri, hogy Enlil teremtménye ellen segítségükre lesz. Az óbabiloni töredék addig meséli el a történetet, amíg Enkidu és Gis fegyverei elkészülnek, innentől egy újasszír töredék veszi fel a fonalat.
Az eposznak e részei a Gilgames és Humbaba című, a Gilgames-ciklusba bevont korábbi történet átdolgozásai. A 3. tábla végén Gilgames Uruk véneivel tanácskozza meg a Humbaba elleni hadjáratot. Az óbabiloni történet az ötödik tábla végével folytatódik, ahol éppen a viadal leírása van. Humbaba legyőzése után „az Eufrátesz szent vizéhez legörgették a cédrust, az Eufrátesz szent vizén leúsztatták a cédrust”.
Az egyik leghosszabb töredék az Enkidu halála utáni eseményekkel foglalkozik: témája Gilgames vándorlása Ut-napistimhez, aki az örök élet szigetén él. Ez a rész több későbbi változatban is ismert. A tábla legfontosabb része Gilgames beszélgetése egy Sziduri nevű kocsmárosnővel, aki az élvezetekről, az élet kihasználásáról beszél. Gilgames nem hallgat rá, átviteti magát a halál vizén, hogy Ut-napistimtől kérjen tanácsot. Az átjutáshoz magának kell póznákat vágnia, az eposz óbabiloni szövege e ponton megszakad. A teljes óbabiloni változat terjedelme mintegy 5-7 tábla lehetett.

## Akkád változat
Az eposz e változata az i. e. II. évezred derekán, az i. e. 15–14. században készülhetett. Szerzője a hagyomány szerint Színlekinnin volt, neki tulajdonítják a szöveg végleges elrendezését. Feltehetőleg e kiadásban alakult ki a 11 táblás szerkezet, illetve itt csatolták az Atrahaszísz-eposz vízözönleírását a műhöz. Az eposzban a vízözön leírását Ut-napistim mondja el. E kiadás jóval bővebb az előzőnél, önálló epizódok, illetve párbeszédes jelenetek kerültek bele. Itt kapunk először leírást Enkidu vadak közti életéről, illetve ebben a változatban bukkan fel először a vadász, aki Enkiduról jelentést tesz Gilgamesnek.

## Hettita változat
Az ismert akkád változat (bár inkább óasszírnak kéne nevezni) készítésének idejét nem sokkal követi a CTH#341 számú, jelenleg huszonegy töredékből álló hettita változat, a hettita Gilgames-eposz. Talán mindet egy személy írta, Ipizzi, akinek neve néhány táblán feltűnik. Ismerte az akkád–asszír változatot, de annak bővítményeit valószínűleg teljesen kihagyta, és a korai mintájú, szoros történetmeséléshez tér vissza. Ugyanakkor az újasszír változathoz közeli Gilgames alakja, aki már nem egyszerű földi király vagy félisteni hérosz, hanem maga is isten.

## Újasszír változat

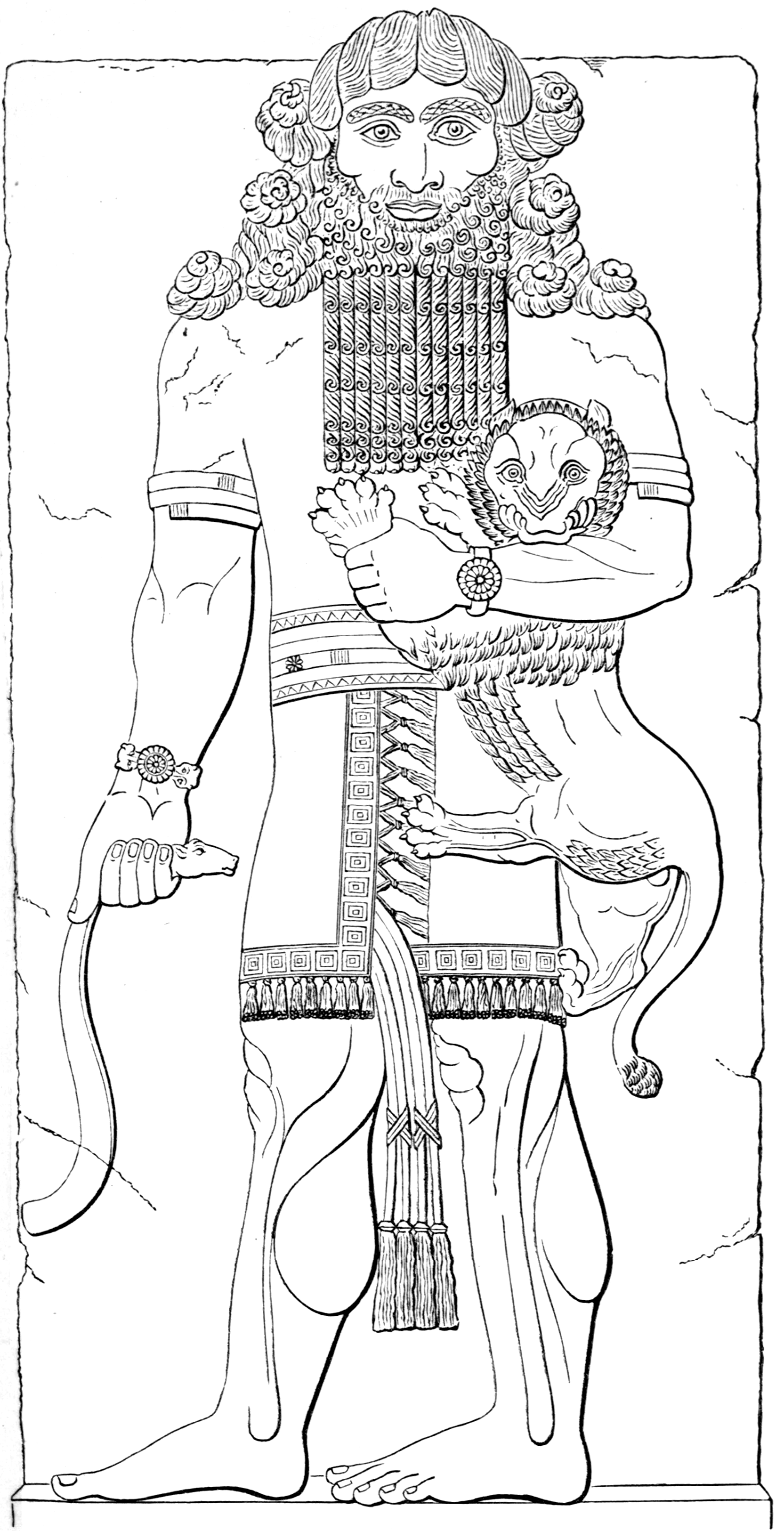
Gilgames

E változatot tekinti az irodalomtudomány a Gilgames-eposz klasszikus kiadásának. Népszerűsége hatalmas volt: Assur-bán-apli könyvtárának feltárása során öt teljes példány került elő belőle. Terjedelme 12 tábla, az eposz kibővül a „Gilgames, Enkidu és az alvilág" című eposz második részével. Az eposz cselekményét mesterien osztották el a 12 tábla közt: minden egyes tábla egyben önálló szerkezeti egységet is jelent.
- Első tábla: Gilgames, a „kétharmad részt isten, egyharmad részt ember" állandó építkezései miatt ellentétbe kerül Uruk városának lakóival, alattvalói az istenekhez fordulnak segítségért. Az istenek megteremtik Enkidut, a vadembert.

- Második tábla: Gilgames egy Istár-papnőt küld Enkiduhoz, aki szerelme által civilizálja őt, és Gilgames elé vezeti. A két hős előbb megküzd egymással majd barátságot köt.

- Harmadik tábla: Gilgames és Enkidu együtt készülnek harcra Humwawa, a cédruserdő őre ellen.

- Negyedik tábla: a két hős útja

- Ötödik tábla: Humwawa legyőzése

- Hatodik tábla: Istar istennő felajánlja szerelmét Gilgamesnek, de ő elutasítja azt. Istar bosszút esküszik Gilgames ellen, Anu istennél kieszközli, hogy az égi bika pusztítsa el Urukot, de Gilgames és Enkidu együtt legyőzik a bikát.

- Hetedik tábla: Enkidu halála

- Nyolcadik tábla: Enkidu megsiratása és eltemetése

- Kilencedik tábla: Gilgames az örök élet keresésére indul

- Tizedik tábla: Gilgames a halál tengerénél, beszélgetése Szidurival, majd a révész, Szurszunabu átszállítja Ut-napistim szigetére

- Tizenegyedik tábla: Gilgames az élő ember szigetén: Ut-napistim elmondja a vízözön történetét. Gilgames virrasztással örök életet nyerhetne, de elalszik, majd megkapja az örök élet füvét, de amíg fürdik, egy kígyó lenyeli előle. Ezután visszatér Urukba.

- Tizenkettedik tábla: Enkidu elmondja Gilgamesnek, milyen az alvilág.

Az újasszír változat új részletei leíró jellegűek, a szerzőjük sokat merít a Nergal és Ereskigal illetve az Istár alvilágjárása című eposzokból. E változatban általánossá válnak a díszítő jelzők. Az eposz szövege rengeteg szállal kötődik az újasszír költészet egészéhez.

## Második akkád változat
E változat az újbabiloni korban készült. Mindössze nyelvi frissítés történt az eposz szövegében, a tartalmán lényegi változtatásokat nem hajtottak végre. A tábla utolsó ismert ékírásos változata a Kr. e. III. század végén, az akkád írásbeliség utolsó korszakában készült.
Az eposz ókori ismertségéről kevés adattal rendelkezünk: Ailianosz feltehetőleg ismerte. A modern világirodalomra gyakorolt hatása nehezen felmérhető: XIX. századi felfedezése óta minden más ókori keleti műnél jobban része a köztudatnak a mű.

## Megtalálása
Megtalálása Hormuzd Rassam nevéhez fűződik. Később kiderült, hogy a vége hiányzik. Ezt George Smith találta meg.